# Adeem the Artist
Adeem the Artist, en ocasiones se le conoce como Adeem Maria, es cantante de música country estadounidense. Ha lanzado ocho álbumes y varios sencillos.

## Carrera musical
Adeem the Artist nació en 1988. Nació en Locust, Carolina del Norte, pero su familia se mudó a Syracuse, Nueva York cuando tenía 12 años. A los 20 años empezó a actuar en cruceros. Más adelante se mudó a Knoxville, Tennessee con la intención de convertirse en sacerdote, pero terminó abandonando ese plan para empezar a grabar música. En 2016, rindió homenaje a John Prine y Joni Mitchell en un espectáculo en Knoxville.
En 2021, tras lanzar varios álbumes independientes en Bandcamp, Adeem lanzó el álbum Cast-Iron Pansexual. Adeem financió la mayoría del álbum a través de Patreon y escribió la mayoría de sus canciones en 2020. Estrenó sus temas en el sitio web Audio Femme ese mismo marzo.
Los editores de Rolling Stone, Jon Freeman y Joseph Hudak, eligieron la canción principal de Cast-Iron Pansexual como su "elección de la semana" tras el lanzamiento del álbum, y afirmaron que la canción "le establece como a una persona sureña cargada con una perspectiva radical y un cerebro incapaz de descansar". American Songwriter describió a Adeem con un "timbre descuidado". Los editores de esta web también destacaron "I Wish You Would've Been a Cowboy", una respuesta al éxito de Toby Keith de 1993 "Should've Been a Cowboy". Adeem coescribió la canción, una crítica al patriotismo de Keith, con el poeta palestino-estadounidense Summer Awad. Steve Wildsmith de The Daily Times escribió que el álbum cuenta con "una amplia corriente de exploración, condena de vidas pasadas y un vistazo a la vida presente". Tras el éxito de este álbum, comenzó sus giras con American Aquarium en 2021. En abril de 2022, Adeem firmó con Thirty Tigers después de contactar con el dueño de la discográfica en Twitter. Adeem anunció su plan de lanzar su primer álbum para la discográfica más adelante ese mismo año. "Middle of a Heart" también salió del álbum en octubre de 2022, seguido de "Run This Town" un mes después. Su primer álbum de Thirty Tigers, White Trash Revelry, se lanzó en diciembre de 2022.
En 2023, Adeem the Artist tuvo una nominación al premio Actuación Emergente del Año en los Americana Music Honors & Awards.

## Vida personal
Adeem the Artist es no binario y su pronombre es elle. También es pansexual y tiene un matrimonio con su esposa Hannah. Adeem le contó a The Daily Times en 2021 que algunos de los temas de Cast-Iron Pansexual tratan sobre sus propios problemas de género e identidad sexual, en concreto con el haber crecido en un hogar cristiano al sur de los Estados Unidos.

## Discografía

### Álbumes
- The Living Room Tapes (2011)
- armour. (2012)
- [syracuse.] (2013)
- Kyle Adem Is Dead (2016)
- Live Recordings (2017)
- Forgotten Songs & American Dreams (2019)
- Cast-Iron Pansexual (2021)
- White Trash Revelry (2022)

### EPs
- Beautiful Dreamer (2014)
- The Owl (2017)
- The Flamingo (2017)

### Sencillos
- "Sidewalk" (2015)
- "5th Avenue Homicide" (2017)
- "The Last Summer" (2017)
- "Scruffy Little Christmas" (2017)
- "Pandemic Days" (2020)
- "Ashes in Flight" (2020)
- "Tiger Prince of Knoxville" (2020)
- "Asheville Blues" (2021)
- "Merry Christmas, Urgent Care" (2021)
- "I Wish You Would've Been a Cowboy" (2021)[11]
- "Going to Hell" (2022)[12]